# Philippe Lot
Pour les articles homonymes, voir Lot.
Philippe Lot, né le 13 juin 1967 à Gravelines, est un rameur d'aviron français.

## Palmarès

### Championnats du monde
- 1993 à Račice
  -  Médaille d'or en quatre sans barreur[2]
- 1994 à Indianapolis
  -  Médaille d'argent en quatre sans barreur[2]